# エリック・マンソン
エリック・ウォルター・マンソン（Eric Walter Munson, 1977年10月3日 - ）は、アメリカ合衆国カリフォルニア州サンディエゴ出身の元プロ野球選手（内野手、捕手）、野球指導者。右投左打。現在は、MLBのピッツバーグ・パイレーツの傘下であるAAA級インディアナポリス・インディアンスで打撃コーチを務める。

## 経歴

### プロ入り前
マウント・カーメル高等学校時代はチームメイトにエリック・チャベスがいた。1996年のMLBドラフト2巡目（全体62位）でアトランタ・ブレーブスから指名されたが、契約せずに南カリフォルニア大学へ進学した。
在学中は強打の捕手として鳴らし、1997年から2年連続でアメリカ合衆国大学代表入りしている。日米大学野球選手権大会にも2年連続で出場しており、日本開催の1997年には5試合で3本塁打を放っている。1998年にはメンズ・カレッジ・ワールドシリーズでモーガン・エンスバーグ、ジェイソン・レーンらと共に優勝メンバーとなっている。

### 現役時代
1999年のMLBドラフト1巡目（全体3位）でデトロイト・タイガースから指名され、プロ入り。「捕手としては俊敏さに欠ける」というスカウトからの指摘があり、プロ入り後は一塁手へ転向した。
翌2000年は7月にオールスター・フューチャーズゲームに選出され、直後の18日にメジャーデビュー。
2003年は開幕から三塁手のレギュラーに定着して18本塁打を放ったが、前年までマイナーでも経験が無かった三塁守備では19失策（一塁守備でも1失策）を喫している。2004年も19本塁打を放ったが、16失策を喫した。
その後はMLB3球団（タンパベイ・デビルレイズ、ヒューストン・アストロズ、オークランド・アスレチックス）、独立リーグ2球団（ニューアーク・ベアーズ、ブリッジポート・ブルーフィッシュ）等を渡り歩き、アストロズ在籍の2006年よりかつてのポジションであった捕手としての起用も増えていった。2011年を最後に引退した。

### 引退後
2011年以降は母校の南カリフォルニア大学、ダビューク大学、アメリカ合衆国代表（U-18）のコーチを歴任した。
2022年シーズンからはピッツバーグ・パイレーツの傘下であるAAA級インディアナポリス・インディアンスの打撃コーチを務める。

## 詳細情報

### 記録
MiLB
- オールスター・フューチャーズゲーム選出：1回（2000年）

### 背番号
- 35（2000年）
- 50（2001年）
- 33（2002年）
- 31（2003年 - 2004年）
- 24（2005年）
- 13（2006年 - 2007年）
- 28（2009年）

### 代表歴
- 第26 - 27回日米大学野球選手権大会 アメリカ合衆国代表（1997年 - 1998年）